# Украинское (Криничанский район)
Украи́нское (укр. Українське; до 2016 года — Октя́брьское, укр. Октябрське) — село в Гуляйпольском сельском совете Криничанского района Днепропетровской области Украины.
Основано в качестве еврейской земледельческой колонии «Най Вег».
Код КОАТУУ — 1222082008. Население по переписи 2001 года составляло 151 человек.

## Географическое положение
Село Украинское находится в 3,5 от реки Базавлук и в 2,5 от реки Водяная, по селу протекает пересыхающий ручей с запрудой.
Рядом проходит автомобильная дорога Н-11.